# Тарих-и джадида-йи Ташканд
«Тарих-и джадида-йи Ташканд» («Новая история Ташкента»), также называемое «Тарих-и вилайет-е Ташканд» («История Ташкентской области») — крупнейший исторический труд кокандской историографии колониального периода. Автором труда является крупный учёный-историк Мухаммад Салих, родившийся в Ташкенте. Мухаммад Салих работал над своим произведением в течение 25 лет. Сочинение входит в группу «прохудайаровских» источников.

## Общие сведения

### История создания
Мухаммад Салих начал писать свой труд в мае 1863 года, а завершил в 1887/1888 годах. Казахстанский кокандовед Т. К. Бейсембиев пишет, что Мухаммад Салих завершил свой труд в Ташкенте в 1887 году.

### Первоисточники
При написании своего сочинения, Мухаммад Салих использовал следующие источники: «Тарих-и Шахрухи», «Джами ат-таварих», «Тарих-и Чингизхани», «Раузат ас-сафа», «Тарих-и Табари», «Зафар-наме, «Тарих-и Муким-хани», «Тарих-и Саййид Раким», «Тарих-и Бабур-хан», «Тарих-и Фаришта-йи Акбаршахи», «Митфах ат-таварих», «Матла ал-улум», Тарих-и Кайсар-наме-йи Усманийа», «Тухфат ал-хани», «Каукаб» и др., о чём сам упоминает в своём труде. Также он во многих местах своего сочинения упоминает, что «использовал дошедшие из прошлого рассказы и легенды о великих людях».

### Описание сочинения
«Тарих-и джадида-йи Ташканд» написан на фарси и является крупнейшим кокандским сочинением колониального периода. Сочинение насчитывает 1040 или 1100 листов.

## Содержание
Сочинение «Новая история Ташкента» состоит из двух томов:
- Первый том: история ислама, история стран Востока, в том числе и Средней Азии с древнейших времён до XV века.
- Второй том: история Ферганы и Кокандского ханства с конца XV века до 1880-х годов и состоит из 3-х глав:
  - Первая глава: история Ферганской долины с 1526 года до 1805 года.
  - Вторая глава: история Ташкента, Ферганы, Бухары с 1805 года по 1876 год.
  - Третья глава: историческая топография Ташкента, описание климата, сельского хозяйства, занятия населения города и его окрестностей, происходившие природные бедствия.

### Идейная направленность
Казахстанский историк и кокандовед Т. К. Бейсембиев пишет, что с точки зрения идейной направленности, «Тарих-и джадида-йи Ташканд» является сложным произведением. Автор сочинения, являвшийся потомственным представителем ходжей, «испытал на себе всю мощь влияния среднеазиатского суфизма». Также Т. К. Бейсембиев называет Мухаммад Салиха патриотом своего родного города — Ташкента, и пишет, что он тяготел к сторонникам политической самостоятельности или, по крайней мере, самоуправления Ташкента. Т. К. Бейсембиев отмечает, что с другой стороны, история Коканда в этом сочинения изложена Мухаммад Салихом с прохудайаровских позиций. Казахстанский кокандовед предполагает, что это связано с близостью автора с семейством Худайар-хана в 1870—1880-е годы.

## Значение
Казахстанский историк Ж. М. Сабитов отмечает важность «Тарих-и  джадида-йи Ташканд» из-за огромного количества сведений по Старшему жузу, «дефицит которых просто чрезвычаен». Другой казахстанский историк Ж. М. Тулибаева пишет, что «Новая история Ташкента» является ценным источником для освящения периода присоединения Средней Азии к России, так как автор был непосредственным участником тех исторических событий. Таджикистанский историк Б. Азимова считает «Тарих-и джадида-йи Ташканд» важным источником.

### Комментарии
1. ↑  По исламскому календарю: начал в зульхиджжа 1279 году хиджры, а завершил в 1305 году.
2. ↑  начал писать в мае 1863 года, а завершил к 1887/1888 годам.

### Книги
- Т. К. Бейсембиев. Кокандская историография. Исследование по источниковедению Средней Азии XVIII-XIX веков. — Алма-Ата: TOO «Print-S», 2009. — 1263 с. — ISBN 9965-482-84-5.

### Статьи
- Ж. М. Тулибаева. Бухарские и кокандские источники по истории казахов и Казахстана // Персоязычные источники по истории казахов и Казахстана XIII-XIX вв.. — Астана: ЕНУ, 2006. — С. 154—180.
- Б. Азимова. Источники по истории Кокандскодского ханства // Историк (Муаррих). — 2015. — С. 79—84.